# Guillermo José del Corral Díez del Corral
Guillermo José del Corral Díez del Corral (Madrid, 13 de juliol de 1954) és un tècnic forestal y polític espanyol. Es militant del Partit Socialista Obrer Espanyol.

## Biografia
Nascut a Madrid, però amb ascendència familiar en la vall d'Iguña, (zona central de Cantàbria), resideix en Molledo des de 1979, on és Secretari General de l'Agrupació Socialista. És tècnic forestal, funcionari de carrera des de 1980, però compta amb una excedència per serveis especials.
Ha estat diputat per Cantàbria en la X, XI i XII legislatures. El 2015 va ser nomenat senador autonòmic pel Parlament de Cantàbria després de guanyar a Luis Carlos Albalá.